# Mistletoe and Wine (Cliff Richard)
Mistletoe and Wine è un singolo di Cliff Richard del 1988, cover dell'omonimo brano di Jeremy Paul, Leslie Stewart e Keith Strachan.
Il brano raggiunse il primo posto delle classifiche britanniche e si ritrova in numerose compilation natalizie.

## Video musicale
Nel video musicale, si vede Cliff Richard in un villaggio innevato.
In seguito, compaiono altre persone: tra queste, spicca un gruppo di soldatini in divisa rossa (probabilmente quella dei soldati della Danimarca), il cui passo militare segue il ritmo della canzone.

## Tracce

### 45 giri
1. Mistletoe & Wine 3:54
2. Marmaduke 5:30

### 45 giri maxi
1. Mistletoe & Wine 3:54
2. Marmaduke 5:30
3. Little Town 4:03

### CD Maxi
1. Mistletoe & Wine 3:54
2. Marmaduke 5:30
3. Little Town 4:03
4. La Gonave

## Classifiche
| Classifica (1988) | Posizione massima |
| ----------------- | ----------------- |
| Regno Unito       | 1                 |
| Australia         | 30                |
| Norvegia          | 7                 |
| Paesi Bassi       | 71                |